# Khomam
Khomām (farsi خمام) è una città dello shahrestān di Rasht, circoscrizione di Khomam, nella provincia di Gilan. Aveva, nel 2006, una popolazione di 12.901 abitanti.